# Oliver Reed
Robert Oliver Reed (Wimbledon, Londen, 13 februari 1938 – Valletta, Malta, 2 mei 1999) was een Brits acteur.
Hij debuteerde in 1958 in de film The Square Peg, maar speelde zijn eerste hoofdrol in The Curse of the Werewolf uit 1961. Verder was hij onder meer te zien in Hannibal Brooks, The Devils, Sitting Target, The Three Musketeers, Tommy (de musical van The Who), The Big Sleep en The Return of the Three Musketeers.

## Persoonlijk leven
Tussen 1959 en 1969 was Reed getrouwd met Kate Byrne; ze kregen één kind. Vanaf 7 september 1985 tot aan zijn dood was hij getrouwd met Josephine Burge.
Reed was een notoir drinker. Na een bargevecht in 1963 had hij 36 hechtingen in zijn gezicht nodig. De verwonding liet een permanent litteken achter. Even was Reed bang dat dit het einde van zijn carrière zou betekenen. Voor de film Castaway uit 1986 moest hij gewicht verliezen. Reed deed dat door middel van een wodkadieet. In 1987 moest hij vanwege nierproblemen het drinken enige tijd opgeven, hoewel hij later toch weer begon.
Reed verscheen regelmatig dronken in verschillende talkshows. Zo moest David Letterman ooit noodgedwongen zijn toevlucht tot de reclame nemen, omdat Reed zeer agressief gedrag vertoonde. Aanleiding waren Lettermans vragen over Reeds drankgebruik geweest, terwijl het de bedoeling was over diens nieuwe film te praten. In de Engelse talkshow After Dark werd hij van de set begeleid, nadat hij de feministische schrijfster Kate Millett ongevraagd op de hand en wang zoende. Hij mompelde hierbij de woorden Give us a kiss, big tits (Geef 'ns 'n kusje, dikke tieten). De makers van de talkshow The Word moedigden Reeds gedrag aan: zij plaatsten flessen drank in zijn kleedkamer toen Reed daar te gast was. Stiekem filmde men dan zijn drinkgedrag, om hem daar later mee te confronteren.
Reed stierf op 61-jarige leeftijd aan de gevolgen van een hartaanval. Hij zat op dat moment in zijn favoriete bar, tijdens een pauze in de filmopnamen van Gladiator. Inmiddels had hij drie flessen Jamaicaanse rum, 8 flessen Duits bier en talloze dubbele The Famous Grouse-whiskey's opgedronken. Daarbij had hij die avond vijf veel jongere leden van de Britse Royal Navy verslagen met armpjedrukken. Zijn rekening was inmiddels opgelopen tot bijna 450 Britse ponden.  De bar werd postuum naar hem vernoemd en heet tegenwoordig Ollie's Last Pub.
De scènes met Reed voor de film Gladiator waren bij zijn overlijden nog niet allemaal opgenomen. Met behulp van computerbeelden en 3 miljoen dollar konden zijn scènes toch nog worden afgemaakt.

## Filmografie
- Hello London (1958) - Persfotograaf
- The Square Peg (1958) - Rol onbekend (niet op aftiteling)
- The Captain's Table (1959) - Rol onbekend (niet op aftiteling)
- The Invisible Man (televisieserie) - Stamgast café (afl. The Mink Coat, 1959, niet op aftiteling)
- Upstairs and Downstairs (1959) - Rol onbekend (niet op aftiteling)
- Beat Girl (1959) - Plaid Shirt
- The Third Man (televisieserie) - Theodore (afl. Toys of the Dead, 1959, niet op aftiteling)
- Life Is a Circus (1960) - Toeschouwer bij show (niet op aftiteling)
- The Angry Silence (1960) - Mick
- The League of Gentlemen (1960) - Koorknaap (niet op aftiteling)
- The Two Faces of Dr. Jekyll (1960) - Uitsmijter nachtclub
- The Bulldog Breed (1960) - Teddy Boy bij gevecht in bioscoop (niet op aftiteling)
- Sword of Sherwood Forrest (1960) - Lord Melton
- His and Hers (1961) - Dichter
- No Love for Johnnie (1961) - Man met emmer op zijn hoofd
- The Rebel (1961) - Artiest in café
- The Curse of the Werewolf (1961) - Leon Corledo
- ITV Play of the Week (televisieserie) - David (afl. Murder in Shorthand, 1962)
- Pirates of Blood River (1962) - Brocaire de piraat
- Captain Clegg (1962) - Harry Cobtree
- ITV Play of the Week (televisieserie) - Dan (afl. The Second Chef, 1962)
- The Scarlet Blade (1963) - Kapt. Tom Sylvester
- The Saint (televisieserie) - Joe Catelli (afl. The King of the Beggars, 1963)
- Paranoiac (1963) - Simon Ashby
- The Damned (1963) - King
- The Saint (televisieserie) - Aristides (afl. Sophia, 1964)
- The Third Man (televisieserie) - Pepi (afl. A Question in Ice, 1964)
- The System (1964) - Tinker
- The Party's Over (1965) - Moise
- Monitor: The Debussy Film (televisiefilm, 1965) - Claude Debussy
- The Brigand of Kandahar (1965) - Ali Khan
- R3 (televisieserie) - Dr. Richard Franklin (afl. Good Clean Fun, 1965)
- It's Dark Outside (televisieserie) - Sebastian (afl. onbekend, 1965)
- The Trap (1966) - Jean La Bête
- Court Martial (televisieserie) - Rol onbekend (afl. La Belle France, 1966)
- The Jokers (1967) - David Tremayne
- The Shuttered Room (1967) - Ethan
- I'll Never Forget What'sisname (1967) - Andrew Quint
- Oliver! (1968) - Bill Sikes
- The Assassination Bureau (1969) - Ivan Dragomiloff
- Hannibal Brooks (1969) - Stephen 'Hannibal' Brooks
- Women in Love (1969) - Gerald Crich
- The Lady in the Car with Glasses and a Gun (1970) - Michael Caldwell
- Take a Girl Like You (1970) - Patrick Standish
- The Hunting Party (1971) - Frank Calder
- The Devils (1971) - Urbain Grandier
- The Triple Echo (1972) - Sergeant
- Z.P.G. (1972) - Russ McNeil
- Sitting Target (1972) - Harry Lomart
- Blue Blood (1973) - Tom
- Dirty Weekend (1973) - Fabrizo
- Days of Fury (1973) - Palizyn
- Revolver (1973) - Vito Cipriani
- The Three Musketeers (1973) - Athos
- Ten Little Indians (1974) - Hugh Lombard
- Mahler (1974) - Treinconducteur
- The Four Musketeers (1974) - Athos
- Tommy (1975) - Frank Hobbs
- Royal Flash (1975) - Otto von Bismarck
- Lisztomania (1975) - Prinses Carolyns bediende (niet op aftiteling)
- The Sell Out (1976) - Gabriel Lee
- The Great Scout & Cathouse Thursday (1976) - Joe Knox (Joseph Pendergast Knox)
- Burnt Offerings (1976) - Ben Rolf
- Crossed Swords (1977) - Miles Hendon
- The Ransom (1977) - Nick McCormick
- The Class of Miss MacMichael (1978) - Terence Sutton
- Tomorrow Never Comes (1978) - Jim Wilson
- The Big Sleep (1978) - Eddie Mars
- A Touch of the Sun (1979) - Kapitein Daniel Nelson
- The Brood (1979) - Dr. Hal Raglan
- Dr. Heckyl and Mr. Hype (1980) - Dr. Henry Heckyl/Mr. Hype
- Lion of the Desert (1981) - Gen. Rodolfo Graziani
- Condorman (1981) - Krokov
- Venom (1981) - Dave Averconnelly
- The Sting II (1983) - Doyle Lonnegan
- Fanny Hill (1983) - Mr. Edward Widdlecome
- Clash of Loyalties (1983) - Kolonel Leachman
- Spasms (1983) - Jason Kincaid
- Masquerade (televisieserie) - Wolfen (afl. Pilot, 1983)
- Two of a Kind (1983) - Beasley
- Black Arrow (televisiefilm, 1985) - Sir Daniel
- Christopher Columbus (miniserie, 1985) - Martin Pinzon
- Captive (1986) - Gregory Le Vay
- Castaway (1986) - Gerald Kingsland
- Skeleton Coast (1987) - Kapt. Simpson
- Dragonard (1987) - Kapitein Shanks
- Rage to Kill (1987) - Generaal Turner
- The Misfit Brigade (1987) - De Generaal
- Blind Justice (1988) - Balinger
- Captive Rage (1988) - Generaal Belmondo
- Gor (1988) - Sarm
- The Adventures of Baron Munchausen (1988) - Vulcan
- The Revenger (1989) - Jack Fisher
- The House of Usher (1989) - Roderick Usher
- The Lady and the Highwayman (televisiefilm, 1989) - Sir Phillip Gage
- The Return of the Three Musketeers (1989) - Athos
- Master of Dragonard Hill (1989) - Kapitein Shanks
- Panama Sugar (1990) - Rol onbekend
- Treasure Island (televisiefilm, 1990) - Kapt. Billy Bones
- A Ghost in Monte Carlo (televisiefilm, 1990) - De Rajah
- Hired to Kill (1990) - Michael Bartos
- The Pit and the Pendulum (video, 1991) - Kardinaal
- Prisoner of Honor (televisiefilm, 1991) - Gen. de Boisdeffre
- Severed Ties (1992) - Dokter Hans Vaughan
- Return to Lonesome Dove (miniserie, 1993) - Gregor Dunnigan
- Russian Roulette - Moscow 95 (1995) - Rol onbekend
- Superbrain (1995) - Rol onbekend
- Funny Bones (1995) - Dolly Hopkins
- Die Tunnelgangster von Berlin (televisiefilm, 1996) - Professor Norbert Marcus
- The Bruce (1996) - Bisschop Wisharton
- The Incredible Adventures of Marco Polo (1998) - Kapitein Cornelius Donovan
- Parting Shots (1998) - Jamie Campbell-Stewart
- Jeremiah (televisiefilm, 1998) - Generaal Safan
- Gladiator (2000) - Proximo
- Orpheus & Eurydice (2000) - Verteller